# Fernando Gil
Fernando Gil Moreno (Madrid, 15 de junio de 1975) es un actor de televisión, cine y teatro español conocido por protagonizar series como Machos Alfa, Anclados, la película internacional Alex’s Strip o en la bio-pic Felipe y Letizia sobre la vida de los actuales rey y reina de España, cuando fueron príncipes. 
También ha trabajado como presentador en programas de televisión como Noche Hache o No es un Sábado Cualquiera.

## Biografía y carrera

### Primeros años
Nació en la ciudad de Madrid. Hijo de dos grandes emprendedores, su padre empezó a trabajar a la edad de 13 años hasta que consiguió formar una empresa textil de notable éxito en el centro de la capital junto a su madre. Es el segundo de 4 hermanos.
Desde la temprana edad de 6 años Fernando ya hablaba a sus padres de su pasión por formar parte del mundo del cine y el teatro. 
Tras terminar el colegio, decide matricularse en la carrera de Sociología en la Universidad complutense de Madrid. Pero no tarda en entrar en el Aula complutense de Teatro, donde conoce al que será su maestro, Antonio Malonda. Tras dos años y varios montajes Malonda insta a Gil a hacer las pruebas de acceso a la RESAD (Real Escuela Superior de Arte Dramático de Madrid). Escogido entre 1700 aspirantes, Gil comienza su primer año en la RESAD, compaginándolo con su tercer y último año de Sociología.
En 1997 Gil hace su primera incursión en el cine cuando Juan Antonio Bardem, director ganador de un premio Goya honorífico, le escoge para participar en el filme Resultado final.

### Carrera artística
En su tercer y penúltimo año de carrera en la RESAD, Gil es captado por David Ottone, director de Yllana, una compañía madrileña de humor físico y sin palabras. Interesados por el expediente académico del actor dentro de la escuela, Yllana y Gil comienzan una estrecha colaboración que empieza con una gira de 2 años por más de 20 países de los 5 continentes.
A comienzos del año 2000 Gil decide dejar la carretera y probar suerte en televisión donde es contratado en la serie Hospital Central (2000/03). También decide abrirse camino en el teatro de texto, donde entra a formar parte del Centro Dramático Nacional (CDN) en espectáculos como La visita de la vieja dama de Dürrenmatt, Historia de una escalera de Buero Vallejo y en el Teatro Clásico, en espectáculos como La fuerza lastimosa de Lope de Vega, Metamorfosea o Don Juan Tenorio de José Zorrilla, donde interpreta al mítico personaje en el festival de Alcalá de Henares, delante de 40.000 personas y con el que aprende el difícil arte de interpretar en verso.
En el año 2004 con la comedia teatral Monty Python´s Flying Circus del famoso grupo inglés, empiezan a abrírsele puertas en su carrera y gracias a las que consigue su primer personaje televisivo donde se dará a conocer por el gran público. Es el programa de televisión Noche H, en que interpreta a un excéntrico periodista y con el que tuvo la oportunidad de poner a prueba su calidad actoral al lado de grandes celebridades como Tim Robbins, Penélope Cruz, Bruce Willis, Hilary Swank, Pedro Almodóvar, Steve Martin, Ralph Fiennes...
A partir de ese momento su carrera en televisión se verá lanzada, interpretando personajes de todo tipo en series y películas como: Cuéntame cómo pasó (2006), Muchachada Nui (2007/08), La Tira (2008/09), Spanish Movie (2009), La que se avecina (2009), Los Quién (2011) o Felipe y Letizia (2011). En esta última TV movie de Tele 5 se convierte en el primer actor que da vida al rey Felipe VI.
Además, durante estos años, compagina sus trabajos en cine y televisión con el teatro, donde interviene en más de una veintena de montajes, entre los que destacan el musical de Monty Python Spamalot, dirigido por Tricicle y donde da vida a varios personajes con los que ganó el Premio Gran Vía 2009 al mejor actor de comedia musical.
En todas estas producciones desarrolla una gran variedad de papeles, cómicos, de acción, suspense, terror, románticos, farsescos... Pero tiene una asignatura pendiente: el drama y la tragedia. Gil, en su constante afán por huir del encasillamiento, decide arrojarse a ello con todas sus energías. Por eso decide embarcarse en la compañía Fundación Siglo de Oro, para dar vida a Enrique VIII. Y pone a prueba su capacidad dramática ni más ni menos que estrenando en el mítico The Globe Theatre de Londres. Fernando Gil se convierte así en el primer actor español en protagonizar un texto de Shakespeare en ese legendario teatro, consiguiendo grandes críticas en periódicos de renombre como The Guardian, donde alaban su veracidad en escena.
Con la película Casting, de Jorge Naranjo, consiguió la Biznaga de Plata al mejor actor de reparto en el Festival de Málaga, premio que comparte con el resto de sus compañeros en la película. 
En 2012 estrena la TV Movie de Telecinco El Rey en la que protagoniza la vida del monarca español. 
Ese mismo año viaja a Los Ángeles (California) donde representa Enrique VIII en el Broad Stage de Santa Mónica, cosechando menciones especiales en críticas de periódicos como el LA Times, y donde un cazatalentos de Hollywood ha decidido encargarse de la futura carrera de Fernando Gil en Estados Unidos.
A su vuelta de Estados Unidos  graba, junto al actor José Coronado, la serie El Príncipe, donde interpreta a un agente secreto que investiga una célula terrorista en el barrio ceutí del mismo nombre.
Su papel más conocido durante 2015 fue en la serie de Telecinco Anclados en la que interpretaba el papel de Ignacio Campillo hasta el verano del mismo año al terminar su primera y única temporada. 
El 21 de enero de 2016 hizo su debut como colaborador en el programa de zapping de las sobremesas de La Sexta Zapeando donde sustituye a Cristina Pedroche durante la grabación de la nueva edición de Pekin Express de la cual es presentadora.
El 10 de junio de 2017, se puso al frente del nuevo programa musical de RTVE, No es un sábado cualquiera siendo este su primer proyecto como presentador en la cadena pública.
Entre 2018 y 2020 viaja hasta la India para rodar su primera película como protagonista. La coproducción internacional “Alex’s Strip”. Una cinta en la que su directora, Irene Zoe Alameda, consigue financiación entre USA, de India y de España, para llevar a cabo esta aventura de producción completamente privada, que ha cosechado premios en media docena de países y que llevó a Gil a ganar el premio al mejor actor en el festival Vegas Movie Awards.
Actualmente ha escrito y protagonizado la producción teatral “Bunkers. Una comedia apocalíptica”. Una sátira sobre el mundo del marketing, el comercio y el estilo de vida que se perfila en el mundo... un espectáculo que intenta acercar de nuevo el estilo de Monty Python a propios y extraños de la compañía británica. A los nostálgicos del humor irreverente. Representada actualmente en el Teatro Marquina de Madrid.
Entre sus últimos títulos internacionales se encuentra la serie histórica, rodada en verano de 2020 para la CNN, Jerusalem. Una producción estadounidense que relata la evolución de dicha ciudad,  desde su nacimiento hasta la época actual. Y en la que Gil encarna a Guido de Lusignan, el que fuera rey de Jerusalén en pleno siglo XII.
Por último cabe destacar su último gran éxito en la plataforma Netflix. Se trata de Machos Alfa, una comedia sobre los conflictos de pareja y la actualización el hombre en la época actual, en la que interpreta a Pedro Aguilar, un creador y productor del mundo audiovisual que ve como su vida se desmorona debido a la reestructuración del hombre al uso en la sociedad actual.

## Filmografía

### Películas
| Año  | Título                                         | Personaje       | Dirección         |
| ---- | ---------------------------------------------- | --------------- | ----------------- |
| 2025 | El Mal                                         | Elías           | Juanma Bajo Ulloa |
| 2024 | Os reviento                                    | Rafa Nielsen    | Kike Narcea       |
| 2023 | Vacaciones de verano                           | Luis            | Santiago Segura   |
| 2020 | La cinta de Álex                               | Álex            | Irene Zoe Alameda |
| 2019 | Padre no hay más que uno                       | Cliente 2       | Santiago Segura   |
| 2018 | Sin rodeos                                     | Cliente Agencia | Santiago Segura   |
| 2015 | Sicarivs: La noche y el silencio               | Jesús Balaguer  | Javier Muñoz      |
| 2013 | Casting                                        |                 | Jorge Naranjo     |
| 2012 | Lapsus                                         |                 |                   |
| 2011 | Morphos                                        |                 |                   |
| 2009 | Spanish Movie                                  |                 |                   |
| 2007 | El club de los suicidas                        |                 |                   |
| 2006 | La semana que viene sin falta                  |                 |                   |
| 2004 | Vuelta y Vuelta                                |                 |                   |
| 2002 | A tribute's day                                |                 |                   |
| 1999 | Me encantan las confusiones en los aeropuertos |                 |                   |
| 1998 | Resultado final                                |                 |                   |
| 1998 | Grandes ocasiones                              |                 |                   |

### Televisión

#### Series
| Año             | Título                           | Cadena      | Personaje               | Episodios     |
| --------------- | -------------------------------- | ----------- | ----------------------- | ------------- |
| 2000            | Jacinto Durante, representante   | Telecinco   |                         | 1 episodio    |
| 2000            | La hora del crimen               | Antena 3    |                         | 1 episodio    |
| 2002 - 2005     | Hospital Central                 | Telecinco   | Ángel                   | 31 episodios  |
| 2004            | Cuéntame cómo pasó               | La 1        |                         | 1 episodio    |
| 2005            | El auténtico Rodrigo Leal        | Antena 3    | Marcelo                 | 12 episodios  |
| 2005            | Mis adorables vecinos            | Antena 3    |                         | 1 episodio    |
| 2006            | Matrimonio con hijos             | Cuatro      |                         | 1 episodio    |
| 2007            | El comisario                     | Telecinco   |                         | 1 episodio    |
| 2008            | Los Serrano                      | Telecinco   | Alberto                 | 1 episodio    |
| 2008            | La tira                          | La Sexta    | Charly                  | 12 episodios  |
| 2009            | La que se avecina                | Telecinco   | Víctor                  | 3 episodios   |
| 2010            | Alfonso, el príncipe maldito     | Telecinco   | Juan Carlos I de España | 2 episodios   |
| 2010            | Felipe y Letizia                 | Telecinco   | Felipe VI de España     | 2 episodios   |
| 2010            | Impares                          | Antena 3    | Jacobo Peláez           | 4 episodios   |
| 2011            | Los Quién                        | Antena 3    | Faustino "Tino" Molina  | 13 episodios  |
| 2011            | BuenAgente                       | La Sexta    |                         | 1 episodio    |
| 2012 - 2013     | Fenómenos                        | Antena 3    | Keko                    | 5 episodios   |
| 2013            | El Rey                           | Telecinco   | Juan Carlos I de España | 3 episodios   |
| 2014 - 2015     | El Príncipe                      | Telecinco   | Julio López             | 18 episodios  |
| 2015            | Anclados                         | Telecinco   | Ignacio Campillo        | 8 episodios   |
| 2015 - 2016     | Yo Quisiera                      | Divinity    | Jorge                   | 48 episodios  |
| 2016 - 2017     | Reinas                           | BBC         | Gran Duque de Alba      | 6 episodios   |
| 2017            | La peluquería                    | La 1        | Roco                    | 238 episodios |
| 2017 - 2018     | Colegas                          | Playz       | Fernando William Gil    | 6 episodios   |
| 2018            | Sabuesos                         | La 1        | Jorge Gómez             | 10 episodios  |
| 2019            | Magi Tensho Keno Shonen Shisetsu |             | Felipe II de España     | 10 episodios  |
| 2021            | Jerusalem                        | CNN         |                         | 9 episodios   |
| 2021            | Servir y proteger                | La 1        | Cristóbal Larrea        | 5 episodios   |
| 2022            | Dos años y un día                | Atresplayer | Carlos                  | 6 episodios   |
| 2022            | Bosé                             | Paramount+  | Toncho Nava             | 1 episodio    |
| 2022 - presente | Machos alfa                      | Netflix     | Pedro Aguilar           | 30 episodios  |

#### Programas
- Capítulo 0. 2019-2020.
- No es un sábado cualquiera (2017), La 1 (TVE). Presentador
- Zapeando (2016), LaSexta
- Muchachada Nui (3 episodios, 2007-2008), TVE.
- Noche Hache (2005-2008), Cuatro.

## Teatro
- El Jefe del jefe de Lars Von Trier. Versión Fernando Gil. (2024-2025)
- BUNKERS. Una comedia apocalíptica. De Fernando Gil. Teatro Marquina. (2020-2022).
- El idiota. Teatro María Guerrero (2019).
- No Hay Burlas con el Amor.
- Dignidad. Teatro Marquina. (2019).
- 5 y ...Acción. (2016-2017).
- Los hermanos Karamazov. Centro Dramático Nacional (2015)
- Dos peor que uno (2014)
- The Hole 2 (2013-2014)
- Enrique VIII (2012).
- Perversiones sexuales en Chicago (2012).
- Monty Python's Spamalot(2008-2010).
- Don Juan en Alcalá (2006-2007).
- Monty Python's Flying Circus (2004-2007).
- Bang Bang y somos historia (2006).
- Historia de una escalera (2003).
- La fuerza lastimosa (2001-2002).
- Don Juan Tenorio (2001).
- Comedia metamorfosea (2001).
- Familia Solfa (2001).
- La visita de la vieja dama (2000).
- Glub Glub (1998-1999).
- Shakespeare a pedazos (1998).
- ¡Muu! (1997).